# Richard Roose
Richard Roose (... – Londra, aprile 1531 o 1532) è stato un cuoco inglese, in servizio presso la casa di John Fisher, vescovo di Rochester, durante i primi decenni del XVI secolo, passato alla storia per essere stato protagonista di un noto caso di cronaca nera.

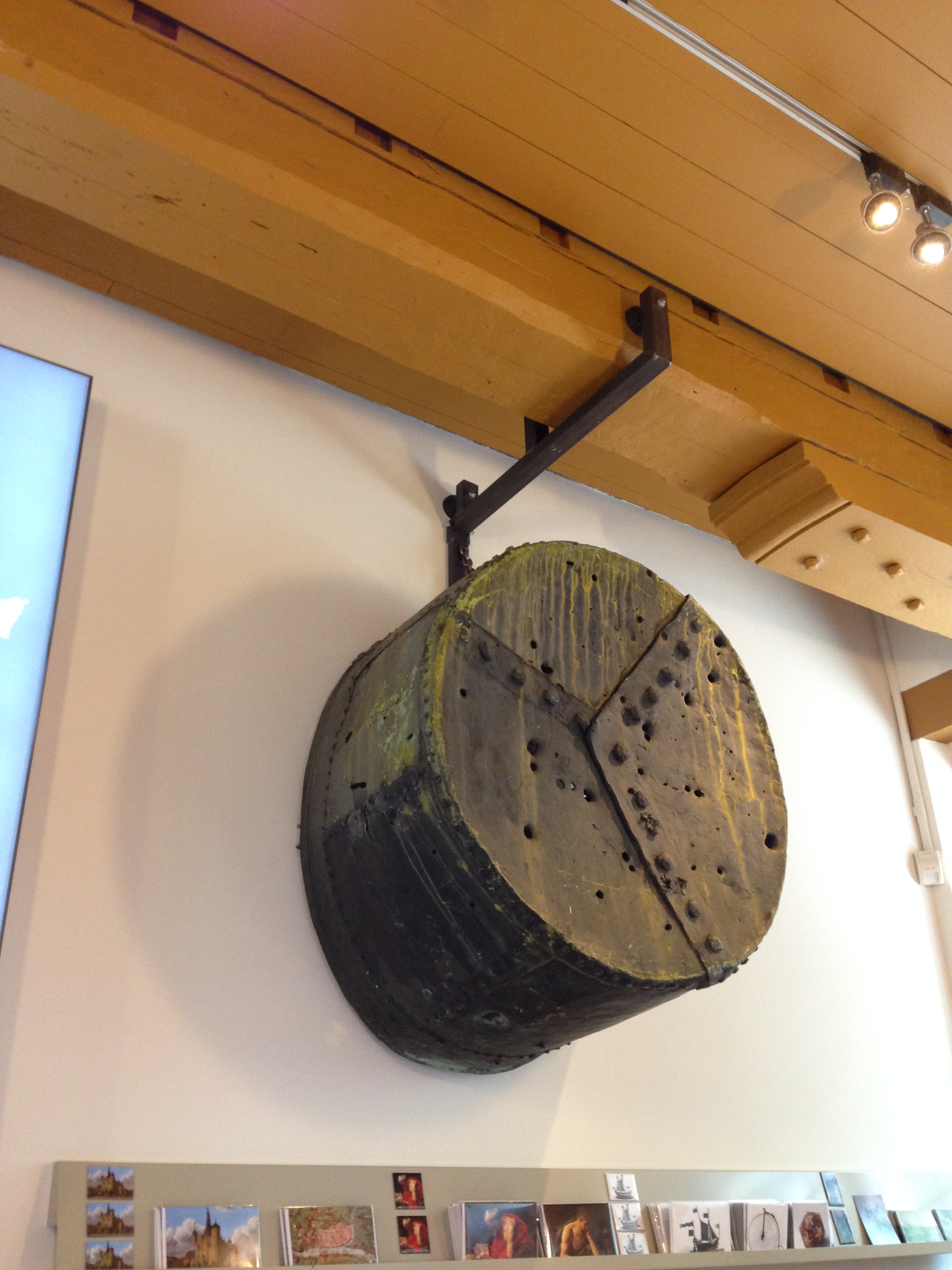
Un pentolone per la bollitura a morte del 1434 conservato nel Museum De Waag di Deventer, nei Paesi Bassi; un analogo strumento di tortura venne usato per uccidere Richard Roose

Nel 1531, nella casa di John Fisher, due persone morirono e numerose altre si sentirono male dopo aver mangiato un porridge. Colui che lo aveva preparato, ovvero Roose, venne accusato di aver avvelenato l'alimento. Il movente non venne mai del tutto chiarito, ma si pensò che egli avesse tentato di uccidere il suo padrone John Fisher e, proprio per tale ragione, venne condannato a morte.
Il caso di Roose acquisì sin da subito un'enorme notorietà. Al crimine s'interessò lo stesso re Enrico VIII, il quale emanò un provvedimento che correlava il reato di avvelenamento all'alto tradimento e ne puniva i responsabili con l'esecuzione pubblica per bollitura a morte in un calderone. Richard Roose fu il primo ad essere sottoposto a questo procedimento secondo il nuovo decreto, che verrà abrogato già nel 1547 sotto il regno di Edoardo VI d'Inghilterra, in quanto ritenuto estremamente crudele.
A posteriori sono state fatte molte teorie e speculazioni sul reale andamento dei fatti del 1531. Secondo alcuni, Roose tentò di avvelenare il vescovo Fisher per conto dei suoi nemici, come ad esempio la futura regina Anna Bolena e la sua famiglia, oppure lo stesso sovrano Enrico VIII. Secondo altri, egli era innocente e fu ingiustamente condannato a morte per coprire i crimini di altre persone mai identificate. La vicenda di Roose andò a collocarsi nella complessa situazione politica interna dell'Inghilterra pre-anglicana e fu probabilmente conseguenza del conflitto tra il vescovo Fisher ed Enrico VIII.

## Antefatti

### Origini di Roose
Pochissimo si sa della vita di Richard Roose. Stando alle fonti, era il cuoco del vescovo di Rochester John Fisher, mentre altre testimonianze vogliono che fosse un amico del cuoco nella residenza episcopale di Fisher a Lambeth. Anche il suo cognome è incerto: secondo le fonti dell'epoca, egli viene infatti indicato anche come Richard Rouse, Richard Cooke o Richard Rose.

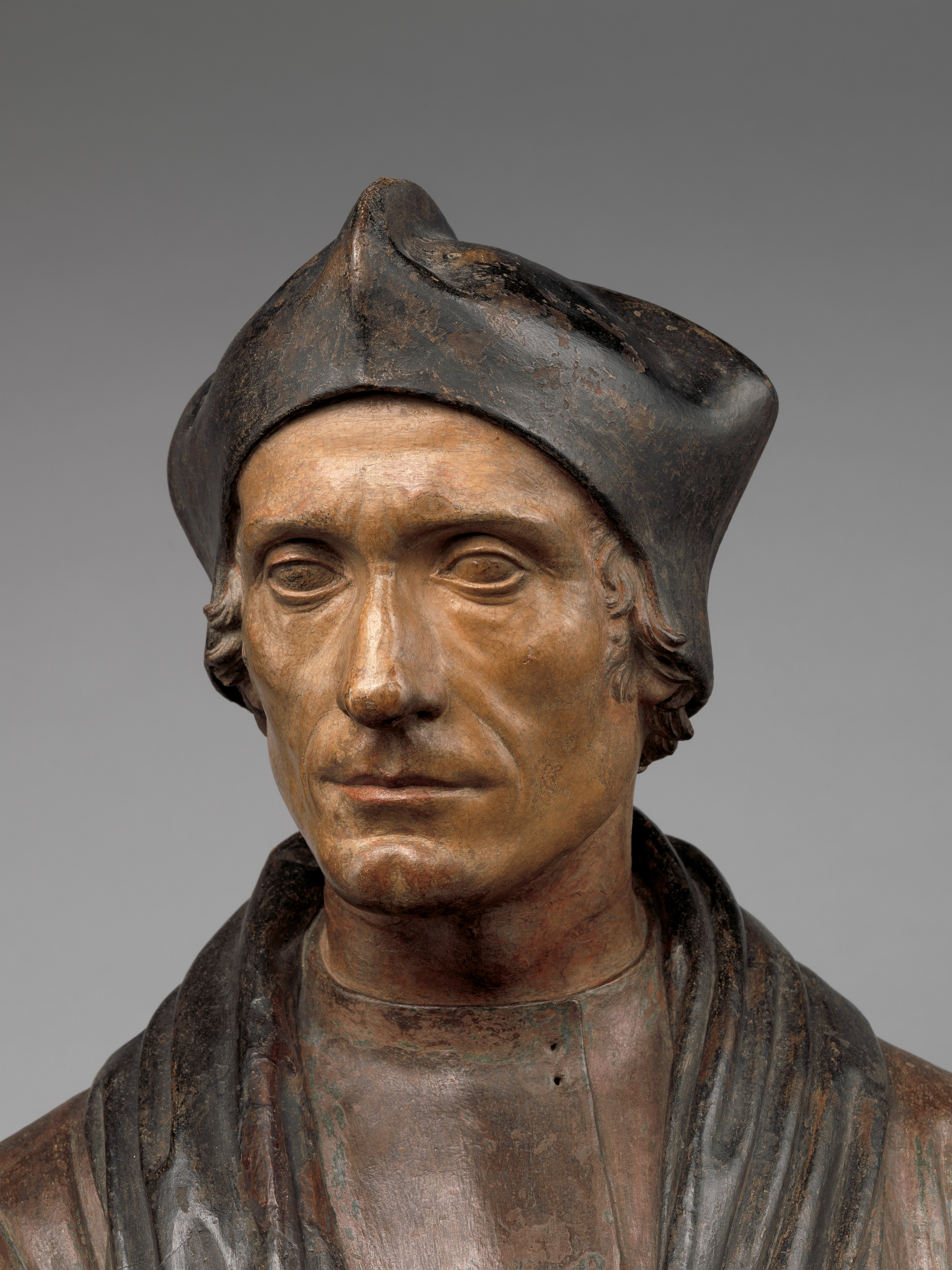
Busto in legno cinquecentesco di Pietro Torrigiano del vescovo John Fisher, giustiziato nel 1535 da Enrico VIII e per questo considerato martire dalla Chiesa cattolica

### Conflitto tra Fisher ed Enrico VIII
Il re Enrico VIII d'Inghilterra a partire dalla seconda metà degli anni 1520 si era invaghito di una delle dame di compagnia della sua prima moglie Caterina d'Aragona, Anna Bolena, ma la ragazza si rifiutava di intrattenere rapporti intimi col re finché egli fosse sposato. Di conseguenza, il sovrano aveva cercato di persuadere sia il papa che la Chiesa cattolica inglese a concedergli il divorzio. Pochi uomini di chiesa dell'epoca sostennero Enrico dal principio e alcuni, tra cui il vescovo di Rochester e affermato teologo John Fisher, si schierarono apertamente contro il proposito del sovrano. Nonostante Fisher fosse stato cappellano della potente nonna del re, ovvero Margaret Beaufort e uomo fidato del precedente sovrano Enrico VII d'Inghilterra, si era quindi presto posto in inimicizia col re per la sua difesa di Caterina d'Aragona.
All'inizio del 1531, il parlamento d'Inghilterra era in seduta da oltre un anno. Sotto forti pressioni del sovrano aveva già approvato una serie di piccole ma significative riforme che limitavano la libertà individuale, sia contro presunti mali sociali (come il vagabondaggio) sia contro la Chiesa, ad esempio limitando il ricorso al praemunire (ovvero il riconoscimento dell'autorità superiore del papa rispetto al Re d'Inghilterra) e obbligando i monasteri e le abbazie più piccoli a chiudere, inasprendo inoltre anche le torture in caso di arresto. Enrico VIII, ormai in aperto conflitto con papa Clemente VII dato il suo rifiuto di concedergli il divorzio da Caterina, meditava già di separare la Chiesa inglese da quella romana e stava tentando di rafforzare la propria autorità in previsione dello scisma. Il più forte oppositore di queste manovre era John Fisher, che divenne il punto di riferimento del partito anti-regio. L'ambasciatore del Sacro Romano Impero in Inghilterra, Eustace Chapuys, corrispondente diretto e confidente del vescovo Fisher, scrisse in questo periodo all'Imperatore Carlo V che il vescovo aveva già pessimi rapporti col re, e che soggetti anonimi ma in qualche modo vicini al sovrano avevano minacciato di «gettare Fisher e i suoi seguaci nel Tamigi» se avesse continuato opporsi, tanto che il vescovo l'aveva pregato di far finta di non conoscerlo e di inviare delle missive scritte utilizzando un codice cifrato. Come diretta conseguenza, il vescovo fu vittima di forti intimidazioni: nel gennaio 1531 venne accusato di praemunire e nel mese di febbraio (poco dopo l'incidente di Roose), mentre si trovava nel proprio studio privato in cima al palazzo episcopale, qualcuno sparò in direzione del tetto dell'abitazione, inducendolo a fuggire da Londra per rifugiarsi nella sua sede vescovile di Rochester.

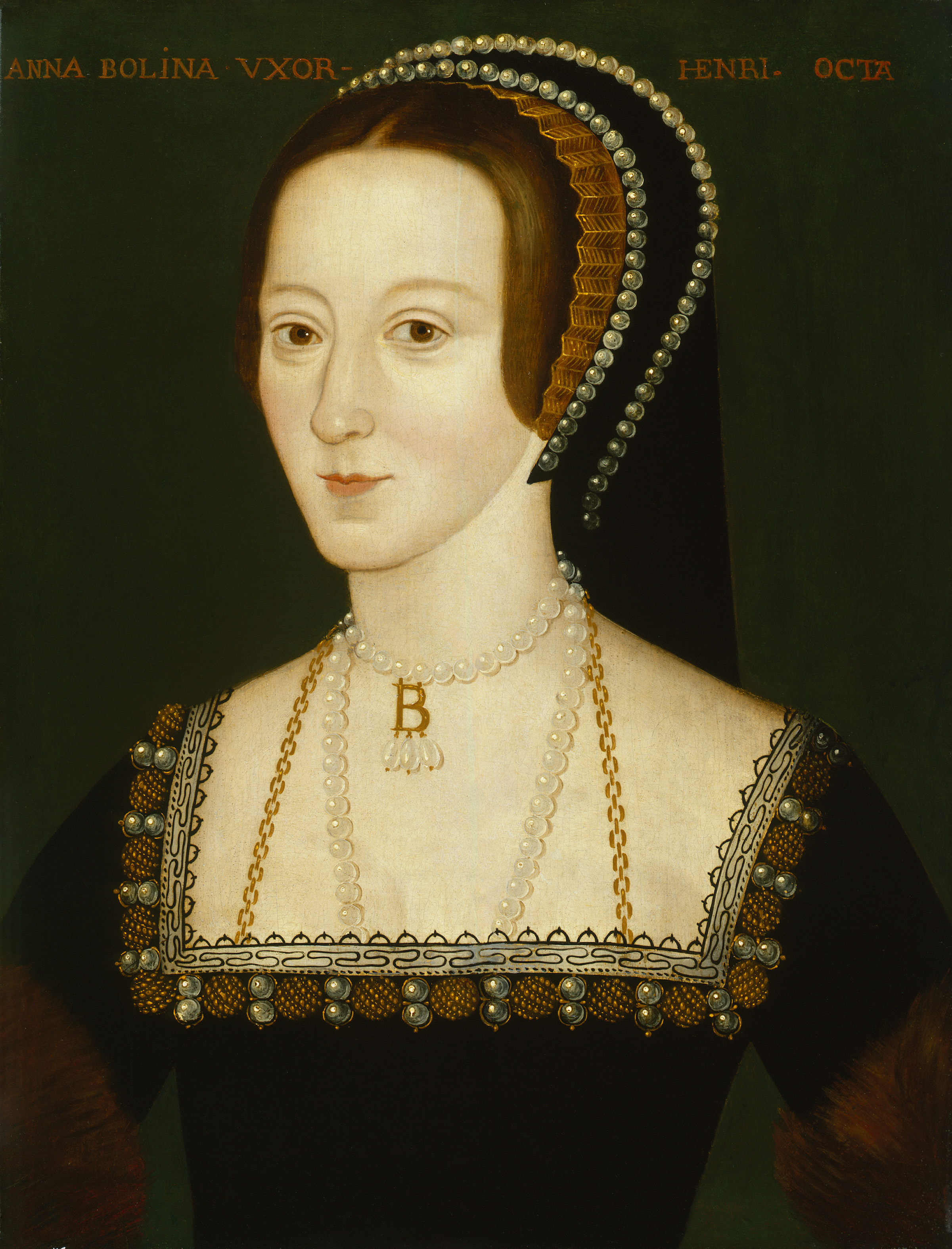
Anna Bolena, all'epoca amante di Enrico VIII e avversaria di Fisher

Poco dopo si ammalò in circostanze misteriose; il malanno fu di breve durata ma provò molto il prelato. L'atmosfera di sospetto a corte e la passione con cui Fisher difendeva la posizione della regina Caterina d'Aragona (prima di essere arrestato come oppositore del re scrisse sette libri in suo sostegno) irritavano tanto Enrico quanto Anna Bolena, la quale infine, consigliò a Fisher di non presenziare in Parlamento, dove era atteso per condannare lei e il re, per evitare il rischio di «contrarre nuovamente qualche malattia come già accaduto prima».
Riguardo all'avvelenamento, fino al 1531 questo tipo di reato era molto raro nella in Inghilterra, soprattutto se confrontato con altri crimini come la violenza sessuale e il furto. Sono comunque documentati casi di avvelenamento nei primi decenni del XVI secolo. Nel 1523 un uomo accusato di aver ammorbato «diverse persone» fu bollito vivo a Smithfield, proprio come capitò a Roose.

## L'avvelenamento

### Fatti del 18 febbraio 1531
Nel primo pomeriggio del 18 febbraio 1531 Fisher e alcuni suoi ospiti stavano cenando nella sua residenza episcopale londinese di Lambeth, a sud-ovest della città. Un successivo atto del parlamento, l'Acte for Poysoning ("atto dell'avvelenamento"), descrisse i fatti di quel giorno in un resoconto ufficiale, affermando che:
(Preambolo dell'atto parlamentare del 1531.)
Poco tempo dopo il pasto, almeno una quindicina di individui si sentirono male. Risulta che tutte loro, durante il pranzo a casa del vescovo, avessero consumato un pottage, ovvero un tipo di porridge salato, anche se stando ad altre testimonianze fu invece una "zuppa" o una "minestra". Tra le vittime due morirono: un familiare di Fisher e noto gentiluomo di nome Bennett Curwen, e una vedova di nome Alice Tryppytt, che si era recata alla cucina del vescovo in cerca di elemosina.
Fisher quel giorno non mangiò nulla e pertanto sopravvisse. Non si sa perché Fisher non avesse consumato nulla quel giorno: stando al suo primo biografo Richard Hall, Fisher avrebbe studiato così intensamente nel suo ufficio da aver perso completamente l'appetito, ma «desiderò che i servitori cominciassero a mangiare e fossero allegri»; secondo la testimonianza molto diversa di G. W. Bernard, il vescovo era solito non mangiare mai prima che i mendicanti alla sua porta lo avessero fatto come forma di carità. Come diretta conseguenza, quel giorno, avrebbe lasciato «svolgere il ruolo fatale di assaggiatori» ai suoi ospiti. Hall riporta inoltre che i sopravvissuti riportarono danni fisici indelebili per tutta la loro vita.
I sospetti caddero sugli addetti in cucina, in particolare su Roose. Il fratello del vescovo e suo domestico Richard Fisher ordinò quindi di far arrestare il cuoco. Risulta anche che Cooke tentò la fuga, ma invano e venne presto catturato. Messo sotto interrogatorio presso la Torre di Londra, fu sottoposto a tortura e confessò le proprie supposte responsabilità nell'evento.

### La sostanza nel porridge
Nonostante l'evento abbia generato scalpore, non fu mai appurato quale tipo di sostanza fosse presente nel porridge consumato dalle vittime. La maggior parte dei resoconti la definisce infatti, in modo molto approssimativo, "veleno". Sono state avanzate numerose ipotesi sulla sua natura: secondo una di queste, il cibo ingerito dalle vittime era nocivo in quanto contenente lievito avariato, pertanto l'avvelenamento in realtà sarebbe stato dovuto a un'intossicazione alimentare. Altri pensano che il porridge contenesse una varietà irritante di erica, che era utilizzata in quel periodo come veleno per topi, oppure altre piante ben più velenose come il giusquiamo nero e l'aconito, la cui presenza è attestata nell'Inghilterra dell'epoca.

## Responsabilità di Roose
Molte ipotesi sono state fatte sull'effettivo coinvolgimento del cuoco nel supposto crimine, di seguito riportate.
- Il giorno in cui venne torturato, Roose affermò di aver messo quello che credeva essere un lassativo nella pentola del porridge[5] al solo fine di fare uno scherzo.[1][2][8][10][16][27] Stando a quanto disse durante la sua ammissione, Roose credeva che il porridge sarebbe stato mangiato solo dai colleghi servi e la polvere da lui versata nell'alimento avrebbe dovuto causare solo un po' di disturbo intestinale senza per questo essere fatale.[26] A tale versione nessuno credette.[3][1]
- Alcuni pensano che il colpevole non fosse Roose, ma un ignoto il quale fu in grado di far ricadere la colpa su di lui. Bernard suggerisce che questo individuo, conoscente di Roose, lo avesse mandato a prendergli da bere, e in sua assenza avesse avvelenato la minestra.[16] Richard Hall, biografo seicentesco che fornì un resoconto dettagliato della vita di Fisher, sostenne una versione leggermente diversa: per lui Roose non era il cuoco del palazzo episcopale, bensì un conoscente dello stesso cuoco; stando al biografo, il presunto assassino avrebbe colto un attimo di distrazione dell'amico per avvelenare il porridge durante la sua preparazione.[8][25]
- Secondo Bernard, Roose potrebbe davvero aver avvelenato di proposito il porridge, ma di averlo fatto in quanto istigato da terzi.[16] Stando all'autore, dal momento che Fisher era sempre stato una spina nel fianco del re, il sovrano avrebbe forse voluto spaventare o uccidere il vescovo, o quantomeno doveva essere al corrente del complotto contro di lui.[16] Il re tuttavia rimase molto turbato dalla notizia, non solo per la sua stessa paranoia riguardo al veleno, ma forse anche per la paura di essere implicato quale mandante del gesto di Roose.[27] L'ambasciatore Chapuys sospettò che i responsabili fossero il sovrano (anche se lo definì «troppo buono per fare una cosa del genere») oppure i membri della famiglia Bolena.[16][26]
- Tra i principali sospetti mandanti del tentato avvelenamento di Fisher rientrano anche Anna Bolena, suo fratello George Boleyn e il loro padre Thomas Boleyn, I conte del Wiltshire.[8][10][23] Alcune testimonianze dell'epoca vogliono che fosse stato il conte del Wiltshire a fornire al cuoco il veleno perché si sbarazzasse del vescovo.[23] Tali voci, riportate ad Enrico VIII da Tommaso Moro, sembra avessero preso piede nella popolazione già maldisposta nei confronti della futura regina,[2][10][23] facendo così infuriare lo stesso Enrico con conseguenze drammatiche per Roose. Alcuni decenni più tardi, il gesuita spagnolo Pedro de Ribadeneira attribuì fermamente la colpa dell'avvelenamento alla stessa Anna Bolena, scrivendo che «desiderava vedere Rochester morto da quando aveva difeso la causa della regina con tanto valore. Spinta da questo odio, aveva precedentemente tentato di ucciderlo, corrompendo uno dei cuochi del vescovo, chiamato Richard Roose, per versare del veleno nella pentola da cui Rochester e i suoi servi di solito mangiavano».[29] Anna Bolena è ritenuta la principale mandante dell'avvelenamento anche da autori più recenti: Philippa Gregory, nel suo romanzo L'altra donna del re (2001), per bocca di Maria Bolena (sorella di Anna) si dice convinta della colpevolezza dell'amante di Enrico VIII e probabilmente anche del loro padre, il conte del Wiltshire (tesi poi ribadita dall'autrice anche al di fuori della finzione romanzesca).[23]

## Processo ed esecuzione

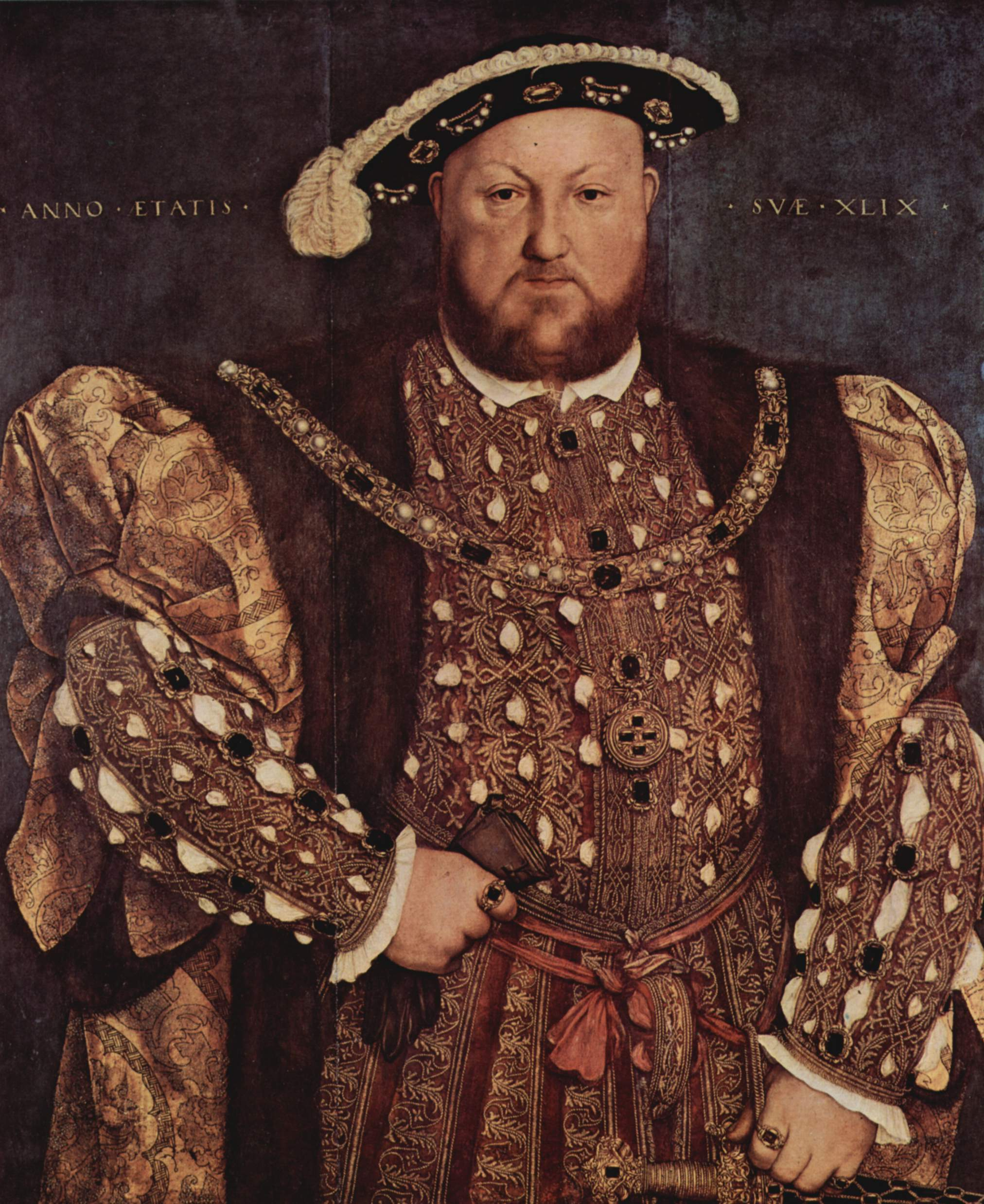
Enrico VIII d'Inghilterra ritratto da Hans Holbein il Giovane; l'esecuzione di Richard Roose, fortemente voluta dal re, fu il preludio del periodo più sanguinario del regno del sovrano inglese

### La condanna del re
Roose non fu mai processato in tribunale per il crimine di cui era accusato, quindi non ebbe la possibilità di difendersi. Invece, mentre si trovava in carcere, il re, furioso per le continue accuse contro Anna Bolena e deciso ad eliminare il prigioniero, il 28 febbraio si rivolse con un accorato discorso di un'ora e mezzo ai parlamentari affinché fossero presi provvedimenti sulla questione degli avvelenamenti. Roose fu quindi condannato sulla base dell'interpretazione personale del re anziché su prove effettive o confessioni da parte dello stesso Roose o complici.

### An Acte For Poysoning: il nuovo decreto sul tradimento
Invece di essere condannato dai suoi pari, come sarebbe stato normale per l'Inghilterra dell'epoca, Roose fu giudicato direttamente dal parlamento. Al fine di compiacere Enrico, entrambe le camere approvarono l'atto, noto come An Acte For Poysoning, il quale, equiparando l'avvelenamento all'alto tradimento, condannava il colpevole alla bollitura a morte, anche se, a differenza di quanto normalmente succedeva per il tradimento, la nuova legge non prevedeva la confisca delle terre, forse un cavillo pensato da Enrico per non turbare i parlamentari, per la maggior parte proprietari terrieri, che non avrebbero visto di buon occhio un incremento delle proprietà fondiarie della monarchia.
Contro Roose fu quindi presentato un Writ of Attainder, ovvero una condanna inappellabile, fino ad allora utilizzata esclusivamente contro ribelli e criminali fuggitivi, e fu dichiarato colpevole senza la necessità di alcun provvedimento di diritto comune; da allora l'attainder sarebbe stato usato di frequente per imputare arbitrariamente gli oppositori del re di tradimento, senza la necessità di svolgere alcun regolare processo. A seguito delle morti a casa Fisher, il parlamento (probabilmente dietro forte spinta del re) assicurò che l'atto di omicidio mediante veleno sarebbe stato da allora in poi considerato tradimento, da punire con la bollitura del condannato. Stando a quanto specificava la legge:
(Condanna a morte di Richard Roose.)
L'Acte era quindi retroattivo, in quanto la legge che condannava Roose non esisteva (l'avvelenamento non era considerato tradimento) quando il crimine era stato commesso. In realtà, essendo registrati in Inghilterra casi di bollitura a morte di falsari e avvelenatori già alcuni anni prima del 1532, alcuni storici sospettano che l'intervento di Enrico VIII fosse andato a legalizzare una pratica già in uso ma non regolamentata dalla legge. La gravità del procedimento fu comunque "giustificata" con la natura del crimine, definito «un'atrocità e [...] abominevole».
Era comunque molto inconsueta questa premura del re di punire i reati comuni e, soprattutto, Richard Roose in maniera specifica; ciò ha portato gli storici (ma, all'epoca, già l'ambasciatore imperiale Chapuys) a sospettare di un suo coinvolgimento nel tentativo di assassinio del vescovo Fisher e un suo conseguente tentativo di sviare i sospetti da sé dimostrandosi un persecutore inflessibile del supposto criminale. Altro aspetto determinante della legge era l'impossibilità da parte del condannato di ricorrere al beneficio del clero, che assieme all'ampliamento dei crimini compresi nel concetto di "alto tradimento" confermava la stretta autoritaria che Enrico intendeva portare avanti nell'Inghilterra del periodo.

### Esecuzione

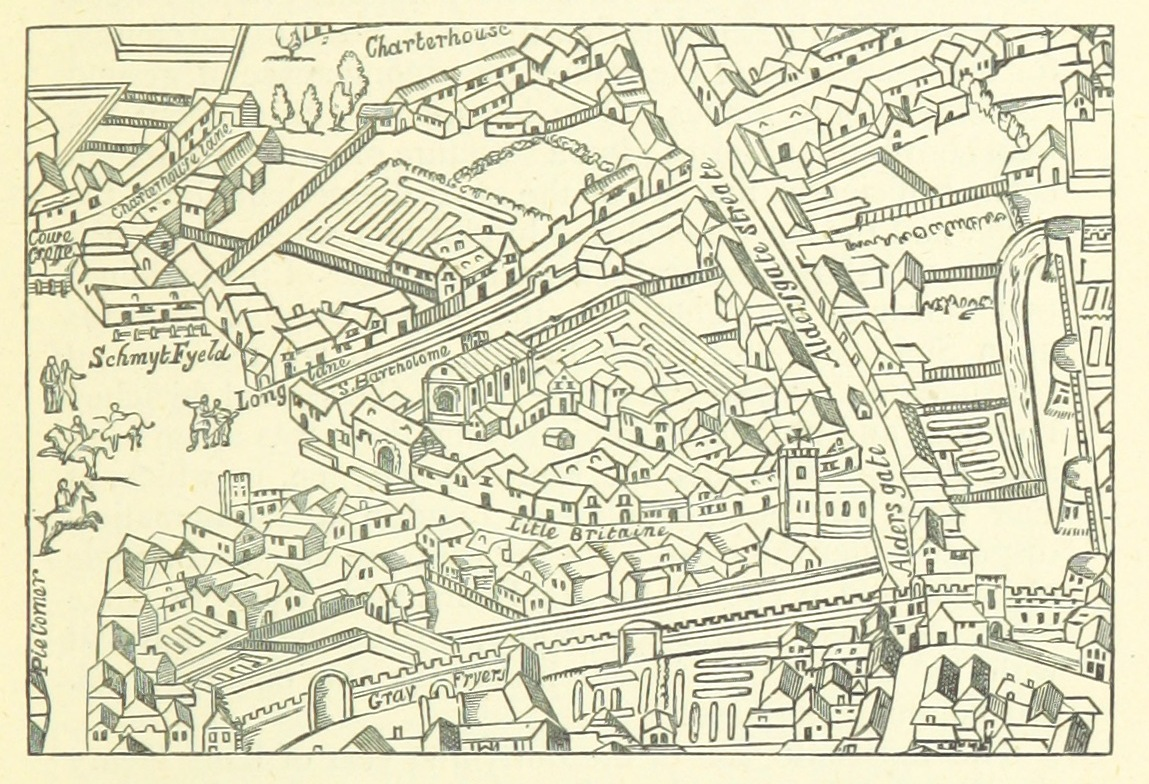
Smithfield (all'epoca Schmyt Fyeld), luogo tradizionale delle esecuzioni a Londra, ritratto nella Woodcut map of London (tardo XVI secolo)

In quella che è stata suggerita dagli storici essere una sorta di "punizione simbolica", intesa a dimostrare l'impegno profuso dalla corona inglese a tutelare la legge e l'ordine, Roose fu condannato ad essere bollito a morte. Questa misura risulta essere infatti una forma di contrappasso per il crimine da lui compiuto: venne infatti bollito così come il veleno usato per cucinare l'alimento adottato per compiere il presunto crimine.
L'esecuzione avvenne a Smithfield, a Londra, il 5 aprile (secondo altre fonti il 15 aprile) 1532. Secondo i documenti dell'epoca, Roose venne legato a delle catene all'interno di un gibbetto e poi calato tre volte nell'acqua bollente finché non morì a causa delle ustioni riportate nei suoi organi interni. L'esecuzione perdurò per circa due ore.
Il Chronichles of the Grey Friars of London documentò la sua morte, in modo essenziale: 
(Estratto della cronaca.)

Secondo le testimonianze dell'epoca, gli spettatori provarono forte sconforto. Uno degli spettatori descrive così l'esecuzione di Roose:
(Testimonianza dell'esecuzione di Richard Roose.)
Si dice che Enrico avrebbe scherzato sull'accaduto dichiarando ai suoi sudditi «ho cucinato un cuoco!»

### Conseguenze
Richard Roose fu il primo dei condannati a morte ufficiali per bollitura in Inghilterra, ma tale pena era ritenuta così straziante per il condannato e giudicata orribile agli occhi dei testimoni che, pochi anni più tardi, nel 1547, sotto il regno di Edoardo VI, si decise di abolirla. Il nuovo reggente ridimensionò l'accusa di avvelenamento da "alto tradimento" a "crimine comune", sostituendo la bollitura a morte con la meno cruenta impiccagione oppure la morte sul rogo. La regina Maria I, che successe a Edoardo VI, appena ascesa al trono nel 1553 ribadì l'abolizione della bollitura a morte, così come di tutti i nuovi crimini classificati come "alto tradimento" sotto il regno di suo padre Enrico VIII.
In Inghilterra il caso di Richard Roose portò, negli anni e nei decenni successivi, a una psicosi collettiva contro gli avvelenatori, accusati, secondo le successive parole di Francesco Bacone, di ricorrere a un metodo crudele, vile e imprevedibile e pertanto tra le peggiori forme di uccisione possibili. Durante il ventennio in cui fu in vigore l'Acte for Poysoning, oltre a Roose era stata ufficialmente condannata a morte e bollita viva solo una serva di nome Margaret Davy, che nel 1542 era stata accusata di aver avvelenato il proprio padrone.
Fisher morirà decapitato tre anni più tardi per volere dello stesso Enrico, dopo il suo rifiuto di riconoscere l'illegittimità dei figli nati dal matrimonio del sovrano con Caterina d'Aragona. Verrà proclamato martire dalla Chiesa cattolica. Grazie al successo avuto con Roose, i Writ of Attainder sarebbero stati ampiamente utilizzati da Enrico per condannare e mandare a morte anche persone non giuridicamente condannabili per alto tradimento, come sarebbe successo alla religiosa Elizabeth Barton per la sua difesa di Caterina d'Aragona, ai banditi John e Alice Wolfe, fino ad allora protetti dal diritto d'asilo nell'abbazia di Westminster, e soprattutto a Thomas Howard, III duca di Norfolk, accusato di alto tradimento per essersi risposato senza il permesso reale, che scampò alla pena capitale solo per la morte di Enrico VIII prima che la potesse autorizzare. Quando gli assistenti legali del re erano titubanti nell'applicazione indiscriminata della legge sul tradimento, pare che lo stesso Enrico VIII redigesse gli attainder, come successe durante il processo per adulterio contro la regina Catherine Howard e i suoi amanti.
Il caso di Roose rimase profondamente impresso nel sistema giudiziario inglese, tanto da essere più volte citato nei decenni immediatamente successivi, come avvenne nel 1615 durante il processo contro i colpevoli dell'avvelenamento di Thomas Overbury, dove, nonostante l'abolizione dell'Acte For Poysoning, Francesco Bacone rammentava il crimine ancora come una forma di tradimento. Altro importante processo in cui il caso di Roose fu citato fu quello del 1641 contro Thomas Wentworth, I conte di Strafford.

## Influenza culturale
L'avvelenamento del 1531 è ampiamente trattato dalla narrativa romanzesca e televisiva. A livello letterario l'episodio è citato nei romanzi L'altra donna del re (2001) di Philippa Gregory e Wolf Hall (2009) di Hilary Mantel. Pare inoltre che William Shakespeare, ne Il racconto d'inverno, si riferisca al supplizio di Roose in un dialogo all'interno della II scena del III atto («Quali studiati tormenti, tiranno, hai per me? / [...] bollitura / in piombo o in olio? Quale vecchia o più nuova tortura / devo ricevere?».
È inoltre riprodotto nella serie televisiva I Tudors (2007-2010): nel primo episodio della seconda stagione Richard Roose è uno dei personaggi principali, venendo corrotto da George Boleyn per eliminare il vescovo Fisher, ma venendo torturato e ucciso dopo il suo fallimento (anche se la relativa scena è errata, perché l'esecuzione viene ritratta come avvenuta all'interno della Torre di Londra e alla presenza di pochi testimoni, mentre invece avvenne in pubblica piazza).

### Annotazioni
1. 1 2  La data di morte di Roose non è determinata con certezza: talune fonti riportano il 5 aprile mentre altre il 15, e nemmeno l'anno è certo, oscillando tra il 1531 e il 1532.

### Riferimenti
1. 1 2 3 4 5 6  Wilson 2014, p. xvii.
2. 1 2 3 4 5 6 7 8 9 10 11 12 13 14 15 16 17 18 19 20    Matteo Rubboli, Richard Roose: il Cuoco Bollito a Morte per volere di Enrico VIII, 26 marzo 2023.
3. 1 2 3 4   Richard Roose: il Cuoco Bollito a Morte per volere di Enrico VIII, su vanillamagazine.it. URL consultato l'8 maggio 2024.
4. 1 2 3 4 5  Notes and Queries 1852, p. 33.
5. 1 2 3 4 5 6 7 8 9 10 11 12 13 14 15 16   Alessandro Marinucci, Richard Roose: il cuoco condannato da Enrico VIII alla bollitura a morte, su storiachepassione.it, 24 gennaio 2024.
6. ↑  Bernard 2005, pp. 102-104.
7. ↑  Bernard 2005, p. 101.
8. 1 2 3 4 5 6 7 8 9 10 11 12 13 14 15 16 17 18 19 20 21  (EN) Nancy Bilyeau, The Death of the Bishop's Poisoner, su englishhistoryauthors.blogspot.com, 27 luglio 2014.
9. ↑  Bernard 2005, p. 104.
10. 1 2 3 4 5 6 7 8  Taylor 2023, p. 42.
11. 1 2 3  Bernard 2005, p. 108.
12. ↑  Lipscomb 2009, p. 188.
13. ↑  Bernard 2005, pp. 105 e 108.
14. ↑  Bernard 2005, p. 109.
15. ↑  Bridgett 1890, p. 212.
16. 1 2 3 4 5 6 7 8 9 10 11 12 13  Bernard 2005, p. 110.
17. ↑  Bridgett 1890, pp. 216-217.
18. ↑  Bernard 2005, p. 112.
19. 1 2 3  Wilson 2014, p. xviii.
20. 1 2 3  (EN) Mickey Mayhew, The Anne Boleyn Bible, Philadelphia, Pen & Sword Books, 2023,  p. 51, ISBN 978-1-39908-372-0.
21. 1 2 3 4 5  Pettifer 2017, cap. XXVII.
22. ↑  Taylor 2023, pp. 41-42.
23. 1 2 3 4 5 6 7  (EN) Richard Roose Boiled to Death – 5 April 1531, su theanneboleynfiles.com, 5 aprile 2011.
24. 1 2 3  Lipscomb 2009, p. 194.
25. 1 2  Bridgett 1890, p. 214.
26. 1 2 3 4  Bridgett 1890, p. 213.
27. 1 2 3 4 5 6 7 8  Lord 2023, cap. Lawful to Boil a Man Alive, p. 2.
28. 1 2  (EN) Derek Wilson, In The Lion's Court: Power, Ambition and Sudden Death in the Reign of Henry VIII, New York, St. Martin's Griffin, 2001,  p. 337, ISBN 0-312-28696-1.
29. ↑  (EN) Pedro de Ribadeneira, Pedro de Ribadeneyra’s 'Ecclesiastical History of the Schism of the Kingdom of England', a cura di Spencer J. Weinreich, Boston, Brill, 2017  [XVI secolo].
30. 1 2  Stacy 1986, p. 2.
31. ↑  Stacy 1986, p. 6.
32. 1 2 3  (EN) K. J. Kesselring, A Draft of the 1531 'Acte for Poysoning', in The English Historical Review, vol. 116, n. 468, settembre 2001,  p. 894.
33. 1 2 3  Kerrigan 2001, p. 74.
34. 1 2 3  Stacy 1986, p. 5.
35. ↑  (EN) John Bellamy, The Tudor Law of Treason: An Introduction, Abingdon, Routledge Revivals, 2013  [1979],  pp. 24-25, ISBN 978-0-415-71283-5.
36. ↑  Stacy 1986, p. 3.
37. ↑  Stacy 1986, p. 1.
38. ↑  Stacy 1986, pp. 13-15.
39. ↑  Taylor 2023, pp. 42-43.
40. 1 2 3 4 5  Lord 2023, cap. Lawful to Boil a Man Alive, p. 3.
41. ↑  Notes and Queries 1852, p. 32.
42. ↑  Kerrigan 2001, pp. 74-75.
43. ↑  Taylor 2023, p. 41.
44. ↑  Notes and Queries 1852, p. 112 e 184.
45. 1 2  Stacy 1986, p. 4.
46. ↑  (EN) Penry Williams, The Tudor Regime, New York, Clarendon Press, 1979,  pp. 225-226, ISBN 0-19-822491-5.
47. ↑  (EN) Geoffrey Rudolph Elton, The Tudor Constitution: Documents and Commentary, Università di Cambridge, 1960,  pp. 59-61, ISBN 0-521-24506-0.
48. ↑  Lord 2023, cap. Lawful to Boil a Man Alive, pp. 1 e 3.
49. 1 2 3 4  Taylor 2023, p. 43.
50. ↑  Taylor 2023, pp. 43-44.
51. 1 2  (EN) Prankster or Assassin? How Richard Roose Made Henry VIII Change the Law, su historicmysteries.com. URL consultato l'8 maggio 2024.
52. 1 2 3  (EN) Terry Breverton, Everything You Ever Wanted to Know About the Tudors But Were Afraid to Ask, Amberley Publishing, 2014.
53. ↑  (EN) Timothy F. Peterson, The Debauchery of Currency: A Bloody History of Money, Freedom Fortune Press, 2023.
54. 1 2  (EN) Alastair Bellany, The Politics of Court Scandal in Early Modern England, Cambridge, Università di Cambridge, 2002,  p. 144, ISBN 978-0-521-78289-0.
55. ↑  Wilson 2014, pp. xviii-xix.
56. ↑  Stacy 1986, pp. 6-8.
57. ↑  Stacy 1986, pp. 10-11.
58. ↑  Stacy 1986, pp. 11-12.
59. ↑  (EN) William R. Stacy, Matter of Fact, Matter of Law, and the Attainder of the Earl of Strafford, in The American Journal of Legal History, vol. 29, n. 4, ottobre 1985,  p. 339.
60. ↑   Hilary Mantel, Wolf Hall, Fazi, 2011, ISBN 978-88-641-1195-7.
61. ↑  (EN) William Shakespeare, Atto III, scena II, vv 195-196, in The Winter's Tale.
62. ↑  (EN) Edward J. White, Commentaries on the Law in Shakespeare, St. Louis, 1913,  p. 186.